# Stevan Larner
Stevan deFreest Larner (* 6. Februar 1930 in New York City; † 6. November 2005 in Solvang, Kalifornien) war ein US-amerikanischer Kameramann.

## Leben
Nach seinem Abschluss an der Yale University wurde Stevan Larner für den militärischen Nachrichtendienst in den Koreakrieg eingezogen. Anschließend studierte er an der französischen Filmhochschule Institut des hautes études cinématographiques, wonach es ihn als Dokumentarfilmer und Nachrichtenreporter in den  Algerienkrieg zog. Nach seiner Rückkehr unterrichtete er am American Film Institute und drehte fortan Filme wie Die Buddy Holly Story, Roots und Fackeln im Sturm.
1997 zog sich Larner mit seiner Frau aus Hollywood zurück und kaufte sich ein Weingut im Santa Ynez Valley, wo er fortan seinen eigenen Wein herstellte.
Am 6. November 2005 verstarb Stevan Larner an den Folgen eines Unfalls auf seinem Weingut. Er hinterließ seine Ehefrau sowie eine gemeinsame Tochter und ein gemeinsamer Sohn.

## Filmografie (Auswahl)
- 1968: A Few Notes on Our Food Problem
- 1973: Badlands – Zerschossene Träume (Badlands)
- 1973: Ganoven auf Abwegen (Ganoven auf Abwegen)
- 1974: Spuren im Sand (The Godchild)
- 1976: Alaskaträume (Pipe Dreams)
- 1977: Der vergessene Kennedy (Young Joe, the Forgotten Kennedy)
- 1977: Roots
- 1978: Die Buddy Holly Story (The Buddy Holly Story)
- 1978: Ein langer Weg zurück (Long Journey Back)
- 1978: Kurz vor den Ferien (Almost Summer)
- 1978: U-Boot in Not (Gray Lady Down)
- 1979: Abrechnung um Mitternacht (High Midnight)
- 1979: Golden Girl (Goldengirl)
- 1980: Harte Zeiten für Schutzengel (Fighting Back)
- 1980: Stoßtrupp durch die grüne Hölle (A Rumor of War)
- 1980: Wahnsinn ohne Handicap (Caddyshack)
- 1981: Die Geschichte des James Thornwell (Thornwell)
- 1981: Entscheidung in Not (The Choice)
- 1981: Tod auf dem Campus (Kent State)
- 1982: Probe für einen Mord (Rehearsal for Murder)
- 1982: Kate Bennett, Reporterin (This Is Kate Bennett...)
- 1982: Weltkrieg III (World War III)
- 1983: Unheimliche Schattenlichter (Twilight Zone: The Movie)
- 1984: Das Geheimnis des weißen Büffels (The Mystic Warrior)
- 1984: Ich bin kein Mörder (Fatal Vision)
- 1984: Kampf gegen die Ausweglosigkeit (Anatomy of an Illness)
- 1985: Die vielen Tode der Louise Jamison (Guilty Conscience)
- 1985: Fackeln im Sturm (North and South) (Fernsehserie, 6 Episoden)
- 1987: Sturz ins Dunkel – Die Geschichte einer Mutter (Convicted: A Mother's Story)
- 1988: Der Brady Skandal (Inherit the Wind)
- 1988–1990: Die Schöne und das Biest (Beauty and the Beast) (Fernsehserie, 33 Episoden)
- 1991: Die Fremde aus der U-Bahn (...And Then She Was Gone)
- 1991: Ungewisse Liebe (Crazy from the Heart)
- 1992: Das vierte Gebot (Honor Thy Mother)
- 1993: Schulfahrt ohne Wiederkehr (They've Taken Our Children: The Chowchilla Kidnapping)
- 1994: Aussichtslos (The Beans of Egypt, Maine)
- 1995: Tödliche Familiengeheimnisse (Deadly Family Secrets)
- 1996: Blutige Macht – So wahr uns Mord helfe (A Season in Purgatory)
- 1997: Heartless – Erinnerung an meinen Mörder (Heartless)
- 2000: Der Tod kommt nie allein (Partners in Crime)

## Auszeichnungen
Independent Spirit Awards
- 1995: Nominierung für die Beste Kamera für Aussichtslos